# Kiremba
Kiremba è un comune del Burundi situato nella provincia di Ngozi con 93.336 abitanti (censimento 2008).

## Geografia antropica

### Suddivisioni amministrative
Il comune è suddiviso in 45 colline.